# Sivica
Sivica (mađ.: Muraszilvágy) je naselje u Republici Hrvatskoj, u sastavu Općine Podturen, Međimurska županija.
Naseljem prolazi cesta koja povezuje Čakovec i Podturen. Od centra Čakovca Sivica je udaljena oko 9 kilometara, dok je Podturen od nje udaljen oko 4 kilometra. Područje oko naselja uglavnom je prekriveno njivama i ponekom šumom.

## Stanovništvo
Prema popisu stanovništva iz 2001. godine, naselje je imalo 743 stanovnika te 197 obiteljskih kućanstava.
| broj stanovnika | 289   | 367   | 402   | 468   | 460   | 591   | 705   | 821   | 1046  | 1096  | 1088  | 1150  | 1032  | 987   | 743   | 681   | 636   |
|                 | 1857. | 1869. | 1880. | 1890. | 1900. | 1910. | 1921. | 1931. | 1948. | 1953. | 1961. | 1971. | 1981. | 1991. | 2001. | 2011. | 2021. |